# Christuskoepel
De Christuskoepel is een kapel op Landgoed Mariëndaal in Arnhem, gebouwd in 1939/1940. Het gebouw heeft de status van rijksmonument.
De zevenhoekige kapel is een ontwerp van de Amsterdamse architect Alexander Kropholler. De neoromaanse koepel is opgetrokken uit baksteen en met steunberen op de hoeken versterkt. De zinspreuk Sursum corda op de kapel betekent 'Verheft uw hart'.
De beelden in de kapel zijn van beeldhouwer Mari Andriessen. Centraal in de koepel staat het levensgrote beeld van Jezus Christus met uitgespreide armen. Op de sokkel zijn de woorden 'Le Christ avant tout' gebeiteld, Frans voor 'Christus voor alles'. Rondom het Christusbeeld in de hoeken van de kapel staan zeven cementen beelden die de zeven deugden symboliseren: geloof, hoop, liefde, rechtvaardigheid, sterkte, gematigdheid en voorzichtigheid.
Mevrouw P.J.M. de Bruijn-Van Lede, eigenaresse van villa Dreyerheide in Oosterbeek kwam in 1938 in de ban van de oproep van koningin Wilhelmina voor 'morele en geestelijke herbewapening' om zo een tegenwicht te bieden aan de totalitaire fascistische en communistische ideologieën die in opkomst waren. De Christuskoepel was een anoniem geschenk van haar aan het landgoed Mariëndaal, sinds 1936 in bezit van Het Geldersch Landschap. De oproep van Wilhelmina noch de bouw van de kapel kon het tij keren: de voltooiing van de kapel vond plaats op 9 mei 1940, een dag later brak ook in Nederland de Tweede Wereldoorlog uit.
Omdat de koepel tijdens en na de oorlog regelmatig slachtoffer was van vandalisme werden de drie toegangen met traliewerk afgesloten.
Op de vloer van de kapel liggen sinds 1967 drie gedeeltes van grafzerken uit de vijftiende eeuw afkomstig van het vroegere klooster Mariëndaal. De grafzerken betreffen leden van de families Van Polanen en Van Appeltern.